# Природные ресурсы Азербайджана
Азербайджан расположен на альпийской тектонической дуге, а именно, в зоне, где пересекаются Евроазиатская и Арабская литосферные плиты. Территория страны совмещает в себе горные системы — Большой и Малый Кавказ, Талышские горы, предгорья и низменности. Толщина земной коры в Азербайджане изменяется в диапазоне от 37.5 до 55 км. в Азербайджане наблюдаются 9 из 11 типов климата. Почти 1/2 территории Азербайджана занята горами. В пределах Азербайджана — юго-восточные части 3 крупных морфоструктур Кавказа: Большого Кавказа на севере, Малого Кавказа на юге и расположенной между ними Куринской впадины.
В геологии Азербайджана встречаются следующие экосистемы: морская и прибрежная, лесная, горная, субальпийская и альпийская, экосистема низменностей и пустыни, водно-болотная, экосистема стоячих вод и экосистема проходных вод. Геологическая обстановка области состоит из осадочных, вулканическо-осадочных, вулканических и земных отложений.

## Полезные ископаемые
В Азербайджане имеются такие полезные ископаемые, как нефть и газ, алуниты, полиметаллы, медная руда, золото, молибден, мышьяк, мрамор, каолин, туф, доломит, глина, а также другие минеральные ресурсы, строительные камни, в том числе ценные виды облицовочных камней и различные соли. Рудные и нерудные полезные ископаемые широко распространены в горной части республики (Большой и Малый Кавказ), горючие полезные ископаемые — на равнинных территориях и в бассейне Южного Каспия.

### Топливные ископаемые
Ресурсы ископаемого топлива в Азербайджане представлены нефтью, газом, шистом, битуминозным сланцем, торфом и т.д.

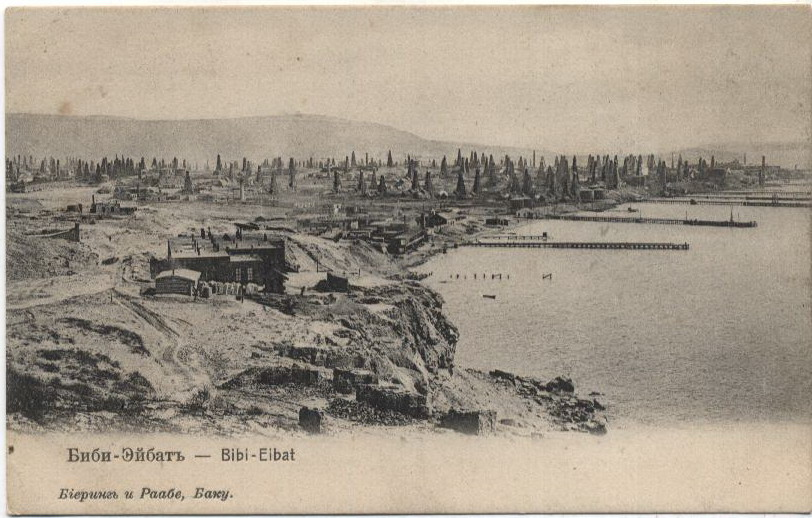
Нефтяные месторождения

#### Нефть и газ
| Год  | тыс.тонн | куб.м  |
| 2000 | 14 017   | 5 642  |
| 2001 | 14 909   | 5535   |
| 2002 | 15 334   | 5144   |
| 2003 | 15 381   | 5128   |
| 2004 | 15 549   | 4995   |
| 2005 | 22 214   | 5732   |
| 2006 | 32 268   | 9076   |
| 2007 | 42 598   | 16 850 |
| 2008 | 44 514   | 23 399 |
| 2009 | 50 416   | 23 598 |
| 2010 | 50 838   | 26 312 |
| 2011 | 45 626   | 25 728 |
| 2012 | 43 375   | 26 796 |
| 2013 | 43 457   | 29 245 |
| 2014 | 42 076   | 29 555 |
| 2015 | 41 628   | 29 175 |
| 2016 | 41 050   | 29 331 |

Нефть — главное богатство Азербайджана. Около 70 % территории Азербайджана имеет запасы нефти и газа. Нефть здесь добывается на суше и в Каспийском море. До 1985 года в Азербайджанской Республике было добыто приблизительно 1,2 млрд тонн нефти (25% — из морских нефтяных месторождений).
В настоящее время на территории Азербайджана в длительной разработке находятся 53 месторождения нефти на суше и 17 — на шельфе.
Подтверждённые запасы природного газа в Азербайджане оценивают в 225 млрд м3. Прогнозные запасы природного газа оценивают в 1,5—7,0 трлн м3 (преимущественно в западной части страны, на шельфе Каспия). Добываемые в республике газы углеводородного состава. Они бывают в составе нефти, свободные ("газовая шапка"), в форме чистого газа. В Азербайджанской Республике в настоящее время выделяются 8 нефтегазовых (Апшерон, Шемаха-Гобустан, Нижне-Куринский, Бакинский архипелаг, Гянджа, Евлах-Агджабеди, Губа-Прикаспийский, междуречье Кура-Габырры) и 2 перспективных (Аджиноур и Джалилабад) района. В Апшеронском, Шемаха-Гобустанском, Нижне-Куринском районах, а также в районе Бакинского архипелага основной нефтегазовый отряд является продуктивным пластом. Толщины этого пласта, состоящего из очерёдности песка, песчаника и глинистых прослоек доходит до 4000 м. Самые крупные нефтегазоконденсатные месторождения — районы Апшерона, Нижне-Куринский и Бакинский архипелаг.
В Нафталане добывают единственную в мире негорючую лечебную нефть. Нафталанская нефть — это жидкость густой консистенции чёрно-коричневого цвета со своеобразным запахом. Основным действующим компонентом нафталанской нефти являются нафтеновые углеводороды. Единственная в мире по своим лечебным свойствам нафталанская нефть добывается у подножия Муровдагского горного хребта в 50 км от города Гянджа Азербайджанской Республики.
В Каспийском море разрабатываются нефтяные месторождения «Азери», «Чираг», «Гюнешли»; газовые месторождения — «Шахдениз», «Умид».

### Рудные полезные ископаемые
Сюда входят железо, алюминий, хромит, свинец, цинк, кобальт, молибденовые руды и другое.
Железные руды (магнетит, гематит) в стране встречается в четырёх источниках. Общие запасы железной руды составляют 246 млн. тонн. Подтверждённые запасы составляют 233 млн. тонн при среднем содержании оксида железа — 43%. Наиболее известно Дашкесанское месторождение. Дашкесанское месторождение являются сырьевой базой металлургической промышленности Южного Кавказа.
Самое крупное месторождение алюминиевой руды (алунита) находится в Дашкесанском районе (месторождение алунита в Заглике). Проявления алунита известны в Шамкирском и Ордубадском районах. Месторождение алунита в Заглике эксплуатируется с 1960 года. Это месторождение является самым крупным месторождением алунита в Европе. На Гянджинском алюминиевом заводе из этой руды получают калийные удобрения, соду.
В Нахичеванской АР на участке пермских отложений известны проявления боксита — лучшего сырья для алюминия.
В стране присутствуют запасы свинца, которые оцениваются примерно в 1,66 млн. тонн при среднем содержании в них металла в >54%. Известно несколько месторождений колчеданно-полиметаллических руд в районе Большого Кавказа — Филизчай, Kartiex, Каждаг, Кызыл Дере. Крупнейшее из них — месторождение Филизчай.
Значимые проявления кобальтовых руд (кобальтин, глаукодот) известны в Дашкесанском рудном районе. Здесь кобальтовые руды образованы как самостоятельно (Нижнее-Дашкесаноское месторождение), так и на руде скат-магнетит и находятся в парагенетической связи с диабазом, диабаз-порфиритными дайками. Залежи кобальта присутствуют и в Нахчыванской АР.
У молибдена есть месторождения и проявления медного порфира и венообразного типа. В Делидагском медном районе (Теймуручандаг, Багырсаг) присутствуют залежи молибденовой руды. В Ордубадском медном районе осваивается Парагачайское молибденовое месторождение. Парагачайское молибденовое месторождение имеет генетическую связь с Мегри-Ордубадским гранитоидным батолитом. На основе этого месторождения действует одноимённая фабрика по переработке руды. В Гедабекском медном районе (Хархар, Гарадаг) залегают молибденовые руды.
Общие запасы цинка в стране оценивают в 3,7 млн тонн, в том числе подтверждённые — 3,6 млн. тонн при среднем содержании металла — 3,7%. Основная часть запасов цинка залегает на комплексном месторождении Филизчай, руда которого содержит также свинец, медь, серебро, висмут.
Месторождения хромита (Гёйдяря, Казымбинасы, Ипек, Хатавенг) находятся в основном на территории Лачинского и Кельбаджарского районов. Имеющиеся ресурсы хромита, находящегося в генетической связи с ультраосновными породами офиолитной полосы (дунит и перидотит) Малого Кавказа, не отвечают современным требованиям.
Общие запасы золота в разведанных месторождениях оценивают в 50 тонн, подтверждённые — в 10 тонн. Запасы золота присутствуют на Човдарском золоторудном месторождении, золоторудном месторождении Вежнали.
Общие запасы серебра оцениваются' в 4 200 тонн при максимальном содержании металла в 170 г/т и минимальном — 30 г/т. Серебро содержится в рудах нескольких полиметаллических месторождений, из которых в качестве наиболее привлекательного можно выделить Сойитличай.
Месторождения и проявления ртути широко распространены в центральной части Малого Кавказа (Кельбаджар—Лачинская зона). Подсчитаны запасы самых крупных месторождений — Агятаг, Шорбулаг, Левчай (Кельбаджар), Гилязчай и Нарзанлы (Лачин). Ртуть (киноварь) встречается на участках кислых магматических пород различного возраста и состава, больше всего в вулканогенных отложениях и вулканогенных породах верхнемелового периода. Киноварь ассоциирует с пиритом, халькопиритом, антимонитом, магнетитом, гематитом, сфалеритом и другими минералами.
Самое крупное месторождение мышьяка в Азербайджане находится в Гедабеке (Битдибулагское энаргитическое месторождение) и Джульфе (Дарыдагское аурипигмент-реальгарное месторождение). Дарыдагское месторождение находится на породах углерода и туфогенных отложениях палеогена. Это месторождение эксплуатировалось до 1941 года. В состав руды входят аурипигмент, реальгар, антимонит, арсенопирит, мельниковит и питтицит.
В августе 1997 года между государственной компанией «Azergold» и американской «R. V. Investment Group Service» подписано соглашение о разведке и возможной последующей разработке девяти месторождений полиметаллических руд, в том числе Сойитличай. Предварительно прогнозируемые запасы этих месторождений оцениваются в 2 500 тонн серебра, 400 тонн золота и 1,5 млн тонн меди.
Гарадагское месторождение содержит запасы в 318 000 тонн меди. Площадь месторождения составляет 344 км2. Потенциал производства составляет 20 000 — 25 000 тонн меди в год. В июле 2022 года месторождение было передано для разработки «Anglo Asian Mining».

### Нерудные полезные ископаемые
Нерудные полезные ископаемые широко распространены в породах осадочного происхождения. В эту группу входят каменная соль, гипс, ангидрит, бентонитовая глина, стройматериалы, пирит, барит, полудрагоценные и цветные камни, доломит, исландский шпат и др.
Месторождения каменной соли находятся в Нахичеванской АР (Нехрам, Дуздаг, Пусьян). Залежи располагаются в миоценовых песчаных камнях, глине, известняке, в мергелевых отложениях. Балансовый запас Нехрамовского месторождения по категории B+C составляют 73600 тысяч тонн, по категории s2 — 64200 тысяч тонн. Потенциальные ресурсы оцениваются в 2-2,5 млрд тонн. Промышленные запасы месторождения Дуздаг по категории А+B+C равны 94517 тыс. тонн, по категории s2 — 37810 тыс. тонн. На территории республики, наряду с каменной солью, известны также мелкие месторождения солей.
Известны многие месторождения и проявления бентонитовых глин. Самое крупное месторождение обнаружено в Газахском районе (Даш Салахлы). Промышленные запасы месторождения 84553 тыс. тонн.
Месторождения гипса, ангидрита и гяджа в Гёранбойском районе (Верхний Агджакенд: гипс и ангидрит), 120 км юго-восточнее города Нахчывана (Араз, гипс) и вокруг города Гянджи (гядж). Промышленные запасы этих месторождений по категории А+B+C равны 40632 тыс. тонн.
Полуценные и цветные камни обнаружены в Дашкесанском и Ордубадском районах Малого Кавказа (гранит, аметист), в Гедабеке (турмалин) и Сантонских вулканитах (халцедон, агат, гелиотроп). Агатовые месторождения находятся в Аджикендских и Казахских отложениях, в вулканитах верхнемелового периода в форме секреций, гнезд, миндалин, интрузий и линз. Встречаются ювелирные и технические виды. Промышленные запасы Аджикендской группы агатов равны 286, 8 тонн. Из них 65,8 тонн пригодны для ювелирной промышленности.
В Шемахинском, Кельбаджарском и Ханларском районах имеются проявления химических красок.
На территории Азербайджанской Республики много стройматериалов. Промышленные запасы месторождений камня-кубика (Гюздек, Довлятярлы, Дилагарда, Шахбулаг, Нафталан, Мардакян, Даш Салахлы, Зяйям, Айыдаг) по категории А+B+C равны 295836 т тонн, облицовочного камня (Гюльбяхт, Дашкесан, Шахтахты, Гюлаблы) — 23951 тыс. тонн. В Карадаге имеются залежи цементного сырья. Применяющиеся в производстве кирпичей глины добываются во многих местах. На Малом Кавказе имеются месторождения туфа и андезита-базальта. Вулканический пепел - туф, является сырьём цеолитов, залежи в 7 км от города Товуз. Туфы Айыдагского месторождения среди карбонатных отложений среднего Сантон-Кампанского этажа лежат в виде пласта средней толщиной 25-30 м. В туфах обнаружены 25-08% высоко-кремнистые цеолиты (киноптилолиты). По месторождению среднее содержание 55%. На Айыдагском месторождении перспективные запасы туфов составляют 20 млн. тонн.
У барита в Азербайджанской Республике имеются почти 20 месторождений и проявлений (Човдар, Башгышлаг, Гушчу, Тонашен, Зайлик, Азад, Чайкенд). Месторождения интрузивного типа. Связаны с вулканитами среднеюрского периода.

## Подземные воды
По гидрогеологическому районированию территории Азербайджанской Республики в пределах горно-складчатой зоны Большого Кавказа, Малого Кавказа и Кура-Аразской низменности выделяются 18 гидрогеологических бассейнов порово-трещинных, порово-пластовых и трещинных вод.
Подземные воды в горных зонах приурочены к отложениям от каменноугольных до четвертичных. Связаны они преимущественно, с зоной выветривания и тектоническими нарушениями. Выклинивание подземных вод неглубокой циркуляции в виде родников, обычно нисходящих, с дебитами до 5-10 л/с, наблюдается у подножия склонов, в бортах долин и оврагов. Родники с большими дебитами (до 60-100 л/с) связаны с закарствованными участками известняка. В горной зоне наибольшее хозяйственное значение имеют подземные воды аллювиальных отложений, слагающие поймы рек и выстилающие их русла. Наибольшие расходы подрусловых вод доходят до 40-60тыс. м3/сут.
Они различаются по химическому составу, в хозяйстве используются с целью снабжения питьевой водой, а также в лечебных целях и промышленности. С помощью разведочных скважин (2000-3000 метров) здесь обнаружены также высокотемпературные (80-1150) воды, являющиеся источником большой тепловой энергии. 
На многотипность вод на территории, на их образование и распределение оказала влияние сложность природных условий. На равнинных районах отложившиеся породы пластов мезозойского — современного периода с литологическим составом обладают большими ресурсами хозяйственных, питьевых грунтовых и артезианских вод. Грунтовые воды, можно сказать, встречаются везде в современных отложениях. В предгорных районах, в результате активного водного обмена эти воды находятся чуть глубже. Их минерализация равна 1 гр/л; химический состав — кальций гидрокарбонат. Артезианские бассейны с высоким давлением на наклонных частях обнаружены в антропогенных, апшеронских, акчагильских старых горных породах (Гянджа, Газах, Губа-Хачмаз, Карабах, Ширван и др.), сарматских отложениях (Нахичеванская АР). Их минерализация равна приблизительно 1 гр/л; химический состав — кальций гидрокарбонат, используется в водоснабжении городов и сёл, орошении участков.
В Азербайджане обнаружено свыше 1000 холодных и термальных минеральных родников.
На основании этих родников в республике построены санатории (Истису, Галалты, Сураханы), заводы по производству минеральных вод (Истису, Бадамлы, Вайхыр и др.). По составу газа минеральные воды республики делятся на углеродные, гидрогенно-сульфидные, метановые, азотные и радоновые. Углеродные минеральные воды находятся на Малом Кавказе (Исимсу, Ширлан, Туршсу) и Нахчыванской АР (Бадамлы, Сираб), гидрогенно-сульфидные — на Апшероне (Сураханы, Шихская коса), Талышской зоне (Истису) и на юго-восточном склоне Большого Кавказа (Чухурюрд, Алтыагач), азотные — в Астара-Ленкоранской зоне (Мешясу), Сальяне (Бабазанан), Масаллы (Аркиван), радоновые — в Кельбаджаре (Багырсаг) и Нахичеванской АР (Гахаб). Солевой состав этих вод составляют катионы натрия, калия, кальция, магнезия, анионы гидрокарбоната, сульфата, хлора. Их температура — 4-650. В Азербайджане (на Апшеронском полуострове, в Нефтчале (Хыллы)) производятся йодо-бромные воды промышленного значения, йод, бром, соль и другие химические элементы.
К промышленным водам в Азербайджане относятся подземные воды, содержащие в своём составе йод, бор, бром в промышленных концентрациях. Распространены эти воды в основном на Апшероне, в Мугано-Сальянской равнине, в пределах Нефтчалинского и Сальянского районов. Скважинами, пробурёнными до глубин 2500-3000 м, вскрыты подземные воды с величиной минерализации от 10 до 203 г/л. Содержание йода колеблется в пределах 30-46мг/л., брома 225-225-345 мг/л.

## Серые горы

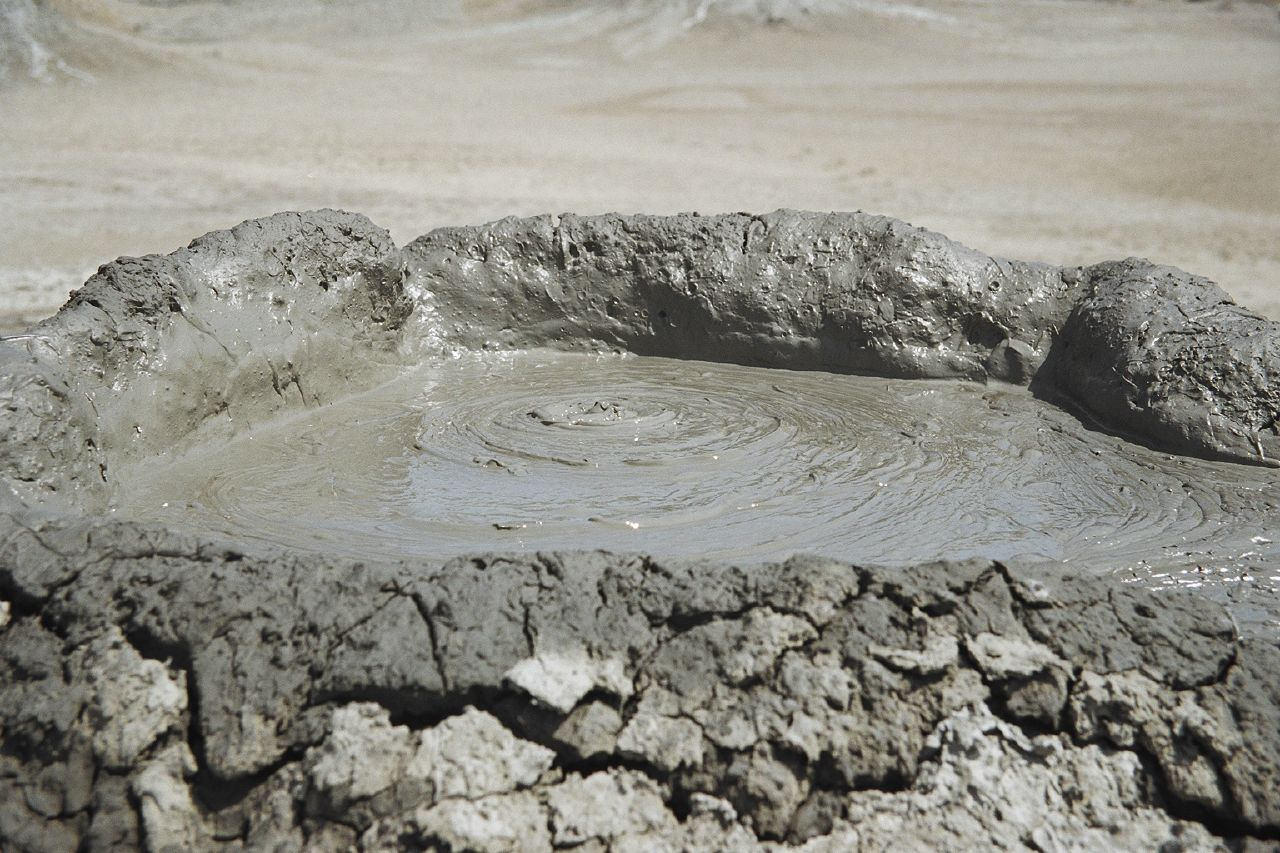
Грязевой вулкан в Гобустане

В Азербайджанской Республике имеется около 350 из 800 грязевых вулканов. Наряду с географическим термином — «грязевые вулканы», в народе их называют и как янардаг (горящая гора), пильпиля (терраса), гайнача (кипяток), боздаг (серая гора). Самые известные и посещаемые грязевые вулканы находятся рядом с городом Гобустан.

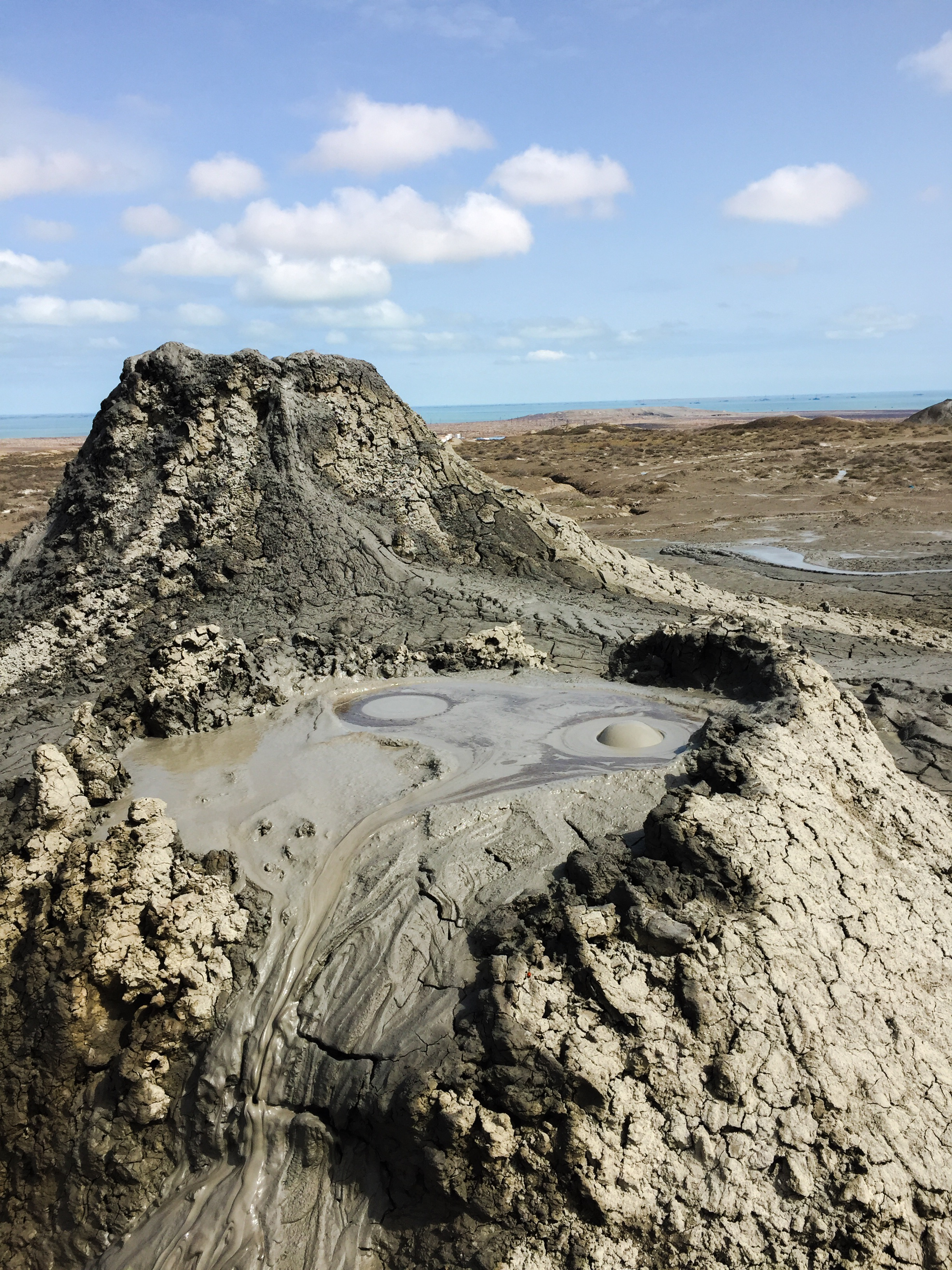
Грязевой вулкан в Гобустане

Грязевые вулканы по происхождению связаны с нефтегазовыми месторождениями. На участках грязевых вулканов обнаружены богатые месторождения газоконденсата и нефти (Локбатан, Гарадаг, Нефтяные Камни, Мишовдаг и др.). Кроме того, грязь и жидкость, которую извергают грязевые вулканы, используют в качестве сырья для химической и строительной промышленности, а также для фармакологии.
Кроме того в Азербайджане встречаются и подводные грязевые вулканы. На Бакинском архипелаге 8 островов по происхождению относятся к грязевым вулканам.

### Извержения вулканов
На территории Азербайджанской Республики с 1810 года по настоящее время из 50 вулканов произошло приблизительно 200 крупных извержений. Извержение грязевых вулканов сопровождается сильным взрывами и подземным гулом. Из глубоких пластов земли наружу выходят газы и сразу воспламеняются.

## Проблемы климата
Ежегодно годовая температура воздуха повышается на 2 градуса по Цельсию. Количество осадков увеличивается на 6-12%, а зимой на 15-21%. Водные ресурсы в Азербайджане ежегодно падают на 5,7-7,7 кубометра. К концу XXI века зимы станут очень холодными, а лето — слишком жарким; запасы питьевой воды резко снизятся до 11,5 кубометра.
В первом Национальном отчёте Азербайджана, принятом, согласно “Рамочной конвенции ООН”, отмечено, что изменение климата резко отразится на биоразнообразии страны. Изменение климата может отразиться, на уровне воды в Каспийском море, что опасно не только для биоразнообразия, но и для населения страны. Предположительно уровень Каспия может подняться ещё на полтора метра, что означает следующее: 87,7 тысячи гектаров земли будет затоплено.
Чтобы предотвратить резкое потепление в ближайшие годы, концентрация углекислоты должна быть снижена до уровня, существовавшего до индустриальной эпохи — до 350 частей на миллион (0,035%) (сейчас — 385 частей на миллион и увеличивается на 2 миллионные доли (0,0002%) в год в основном из-за сжигания ископаемого топлива и вырубки лесов).
Ещё одна главная проблема — растущая из-за сжигания топлива концентрация СО2 в атмосфере, аэрозоли в атмосфере, влияющие на её охлаждение, и цементная промышленность. Своё отрицательное воздействие на климат также имеют землепользование, уменьшение озонового слоя, развитие животноводства. Сейчас уровень СО2 в атмосфере выше, чем когда-либо за последние 750 000 лет! Вместе с увеличивающейся концентрацией метана эти изменения предвещают рост температуры на 1.4-5.6 градуса в промежутке между 1990 и 2040 годами.

## См.также
География Азербайджана
Геология Азербайджана
Вулканы Азербайджана
Минеральные воды Нахичевани

## Внешние ссылки
- Институт Геологии НАН Азербайджана